# Bar-le-Duc (plaats)
Bar-le-Duc is een gemeente in het Franse departement Meuse (regio Grand Est) en telde op 1 januari 2022 14.615 inwoners, die Barisiens worden genoemd. De plaats maakt deel uit van de Communauté d'Agglomération Bar-le-Duc Sud Meuse, een samenwerkingsverband tussen 33 gemeenten, en is ook de onderprefectuur (hoofdplaats) van het arrondissement Bar-le-Duc.

## Geschiedenis
Caturiges was een Gallo-Romeinse nederzetting op de Maas en op de Romeinse weg tussen Reims en Metz. De plaats werd vernield tijdens de Germaanse invallen maar werd opnieuw gesticht in de vroege middeleeuwen.
Bar-le-Duc werd in de 10e eeuw belangrijk als zetel van het graafschap, later hertogdom Bar. De graven bouwden toen hun kasteel en ommuurden de nederzetting (de Ville Haute) om hun territorium te beschermen tegen het naburige Frankrijk. De Ville Basse ontstond aan de oever van de Ornain. In de 16e eeuw maakte het middeleeuwse kasteel plaats voor het Neuf Castel. De stad beleefde haar bloeitijd tijdens de renaissance. Aan deze bloei kwam een einde door de verwoestingen van de Dertigjarige Oorlog. In 1735 werd dit hertogdom onderdeel van het hertogdom Lotharingen, in 1766 van Frankrijk. Hierna verloor de stad aan belang. Dit werd nog versterkt na de Franse Revolutie. Bar-le-Duc verloor zijn zeven kloosters en ook zijn rol als administratief en gerechtelijk centrum.
In de 19e eeuw stichtte Jean-François Jacqueminot er een grote zijdefabriek. De fabriek Bergère de France produceerde breiwol en er waren verschillende fabrieken waar confituur van rode bessen werd gemaakt, de specialiteit van de stad. Maar de stad kreeg niettemin de reputatie van "schone slaapster". 
Tijdens de Slag om Verdun (1916) was Bar-le-Duc het beginpunt van de Voie Sacrée, de weg waarlangs voorraden en manschappen werden aangevoerd naar het door de Duitsers belegerde Verdun.

## Geografie
De oppervlakte van Bar-le-Duc bedroeg op 1 januari 2022 23,62 vierkante kilometer; de bevolkingsdichtheid was toen 618,8 inwoners per km². Het stadje ligt in een smalle vallei aan weerszijden van de Ornain. Aan de rand van Bar-le-Duc ligt het Marne-Rijnkanaal.
De onderstaande kaart toont de ligging van Bar-le-Duc met de belangrijkste infrastructuur en aangrenzende gemeenten.

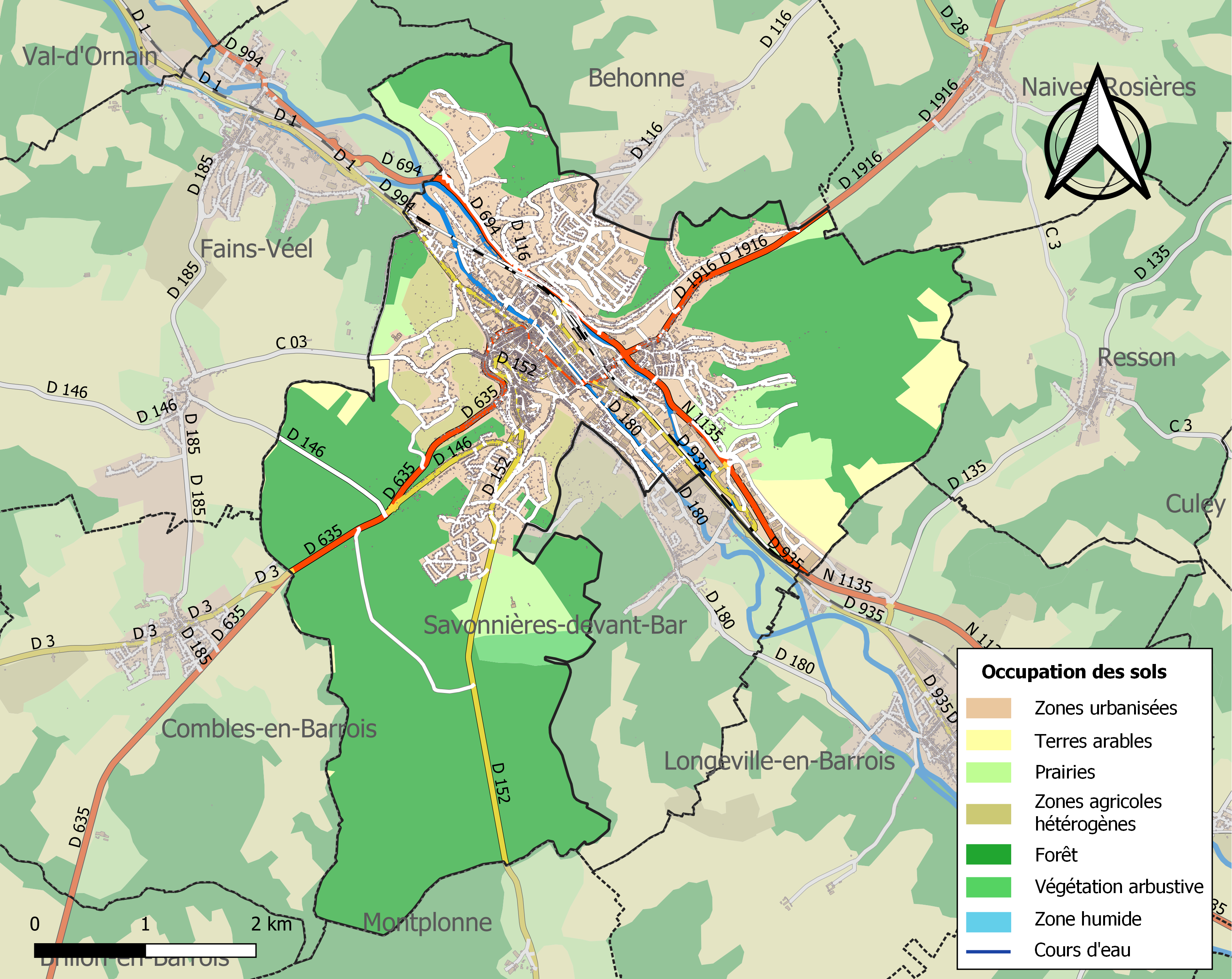

## Bezienswaardigheden
Belangrijke bezienswaardigheden zijn:
- Tour de l'Horloge, deel van de middeleeuwse omwalling van de Ville Haute, de bovenstad;
- Neuf Castel (kasteel van de hertogen van Bar), 16e eeuw;
- Place Saint-Pierre;
- Kasteel van Marbeaumont.

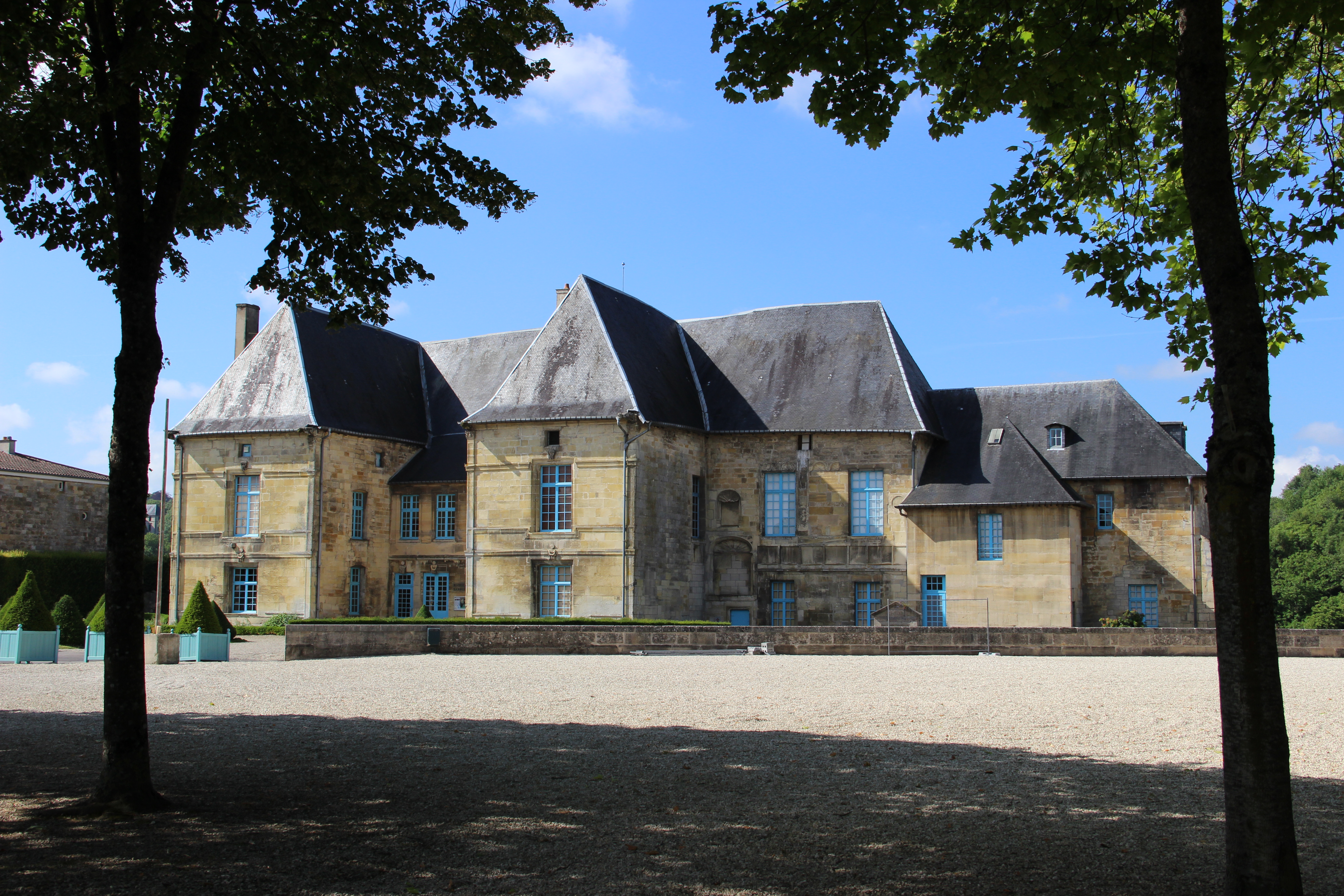
Neuf Castel
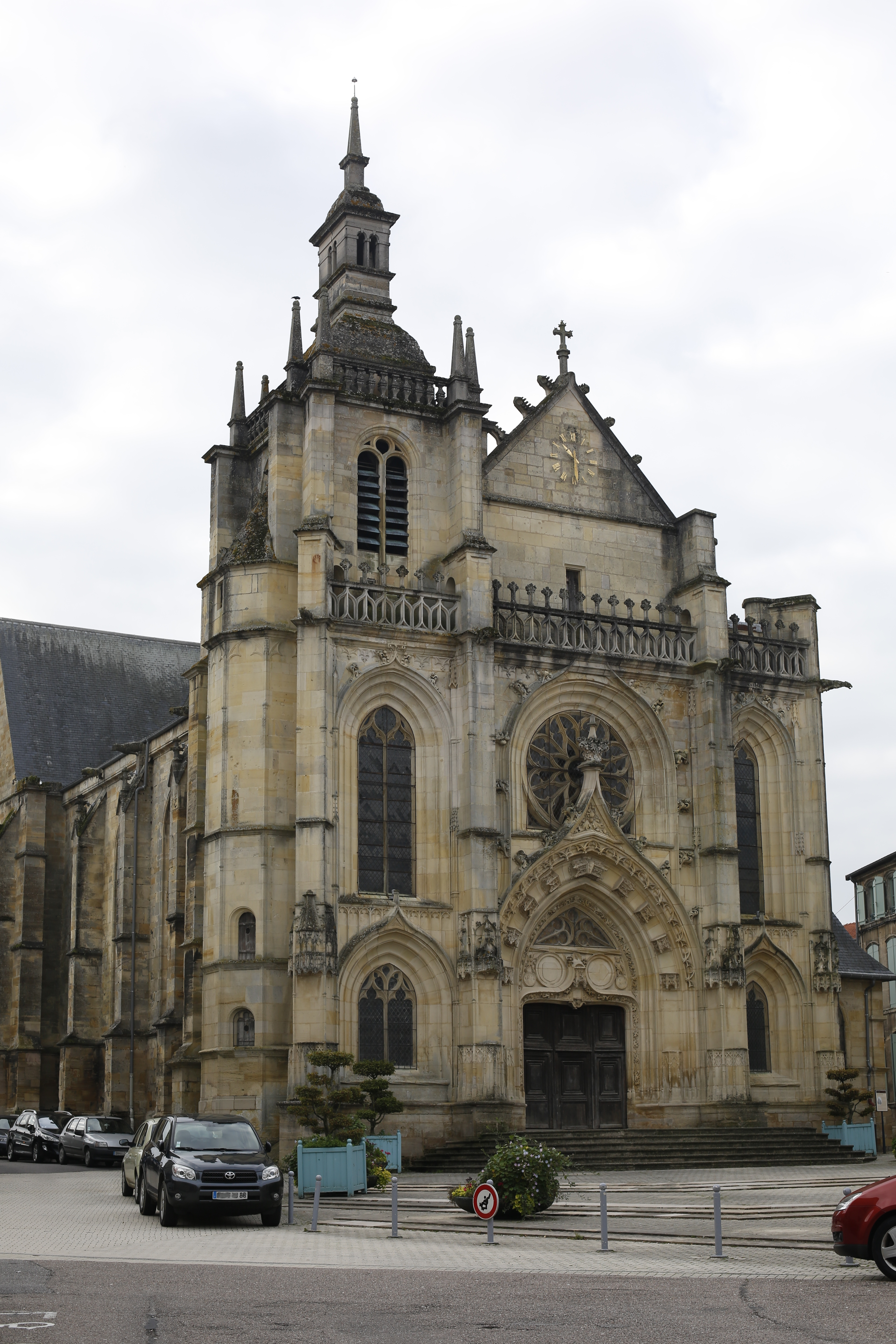
Kerk Saint-Étienne
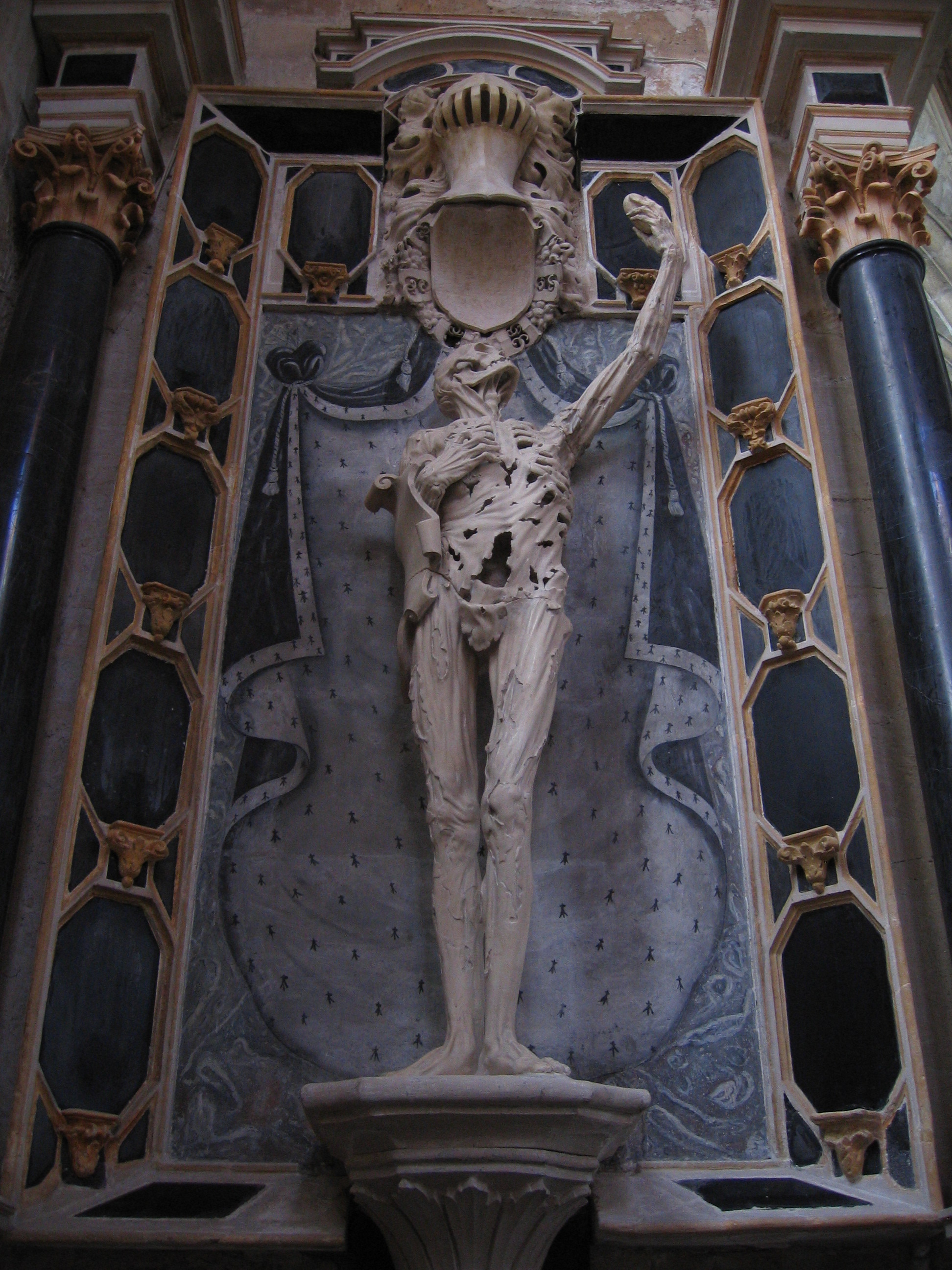
Le Transi de René de Chalon, beeldhouwwerk van Ligier Richier in de kerk Saint-Étienne
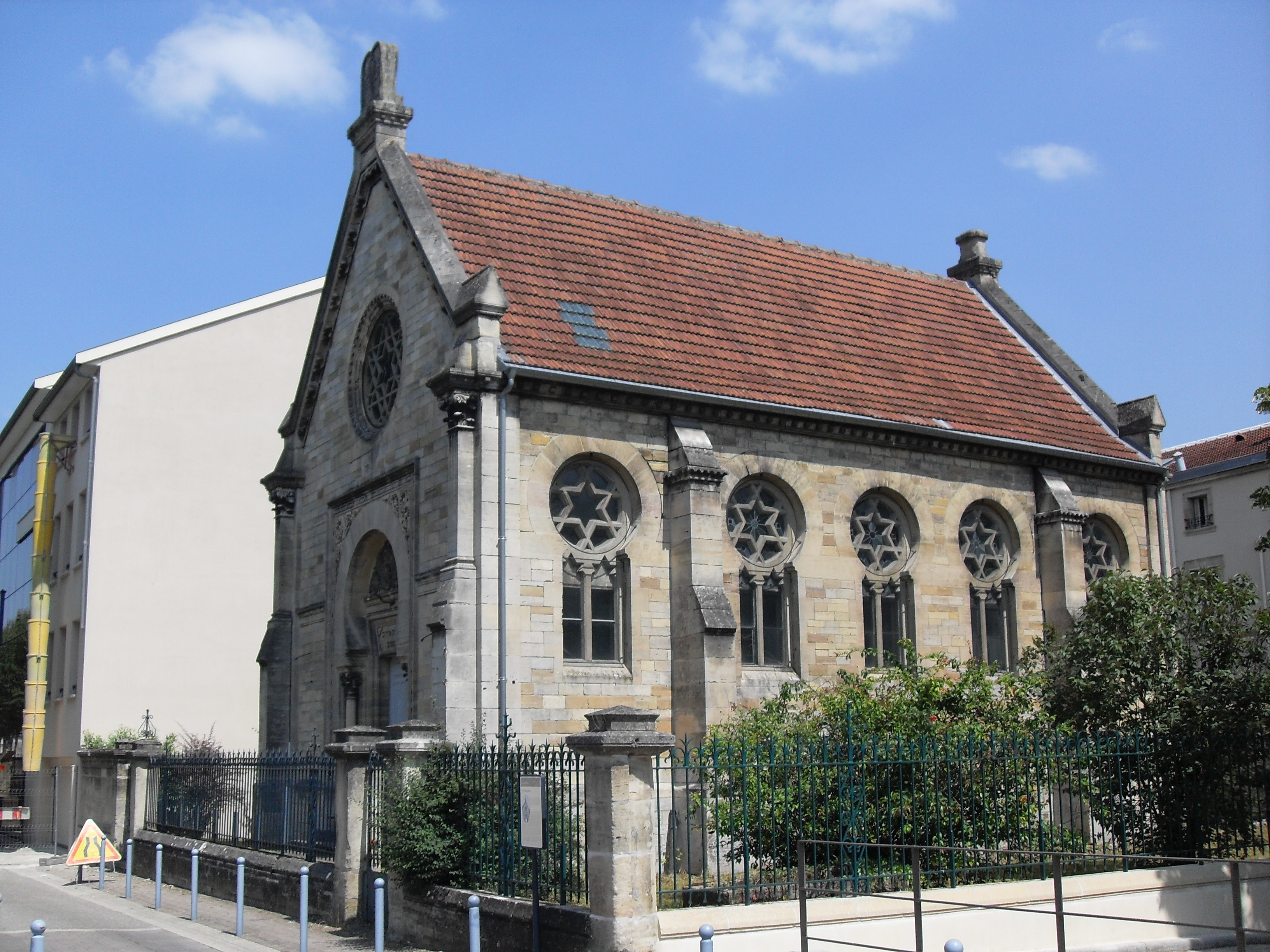
Synagoge
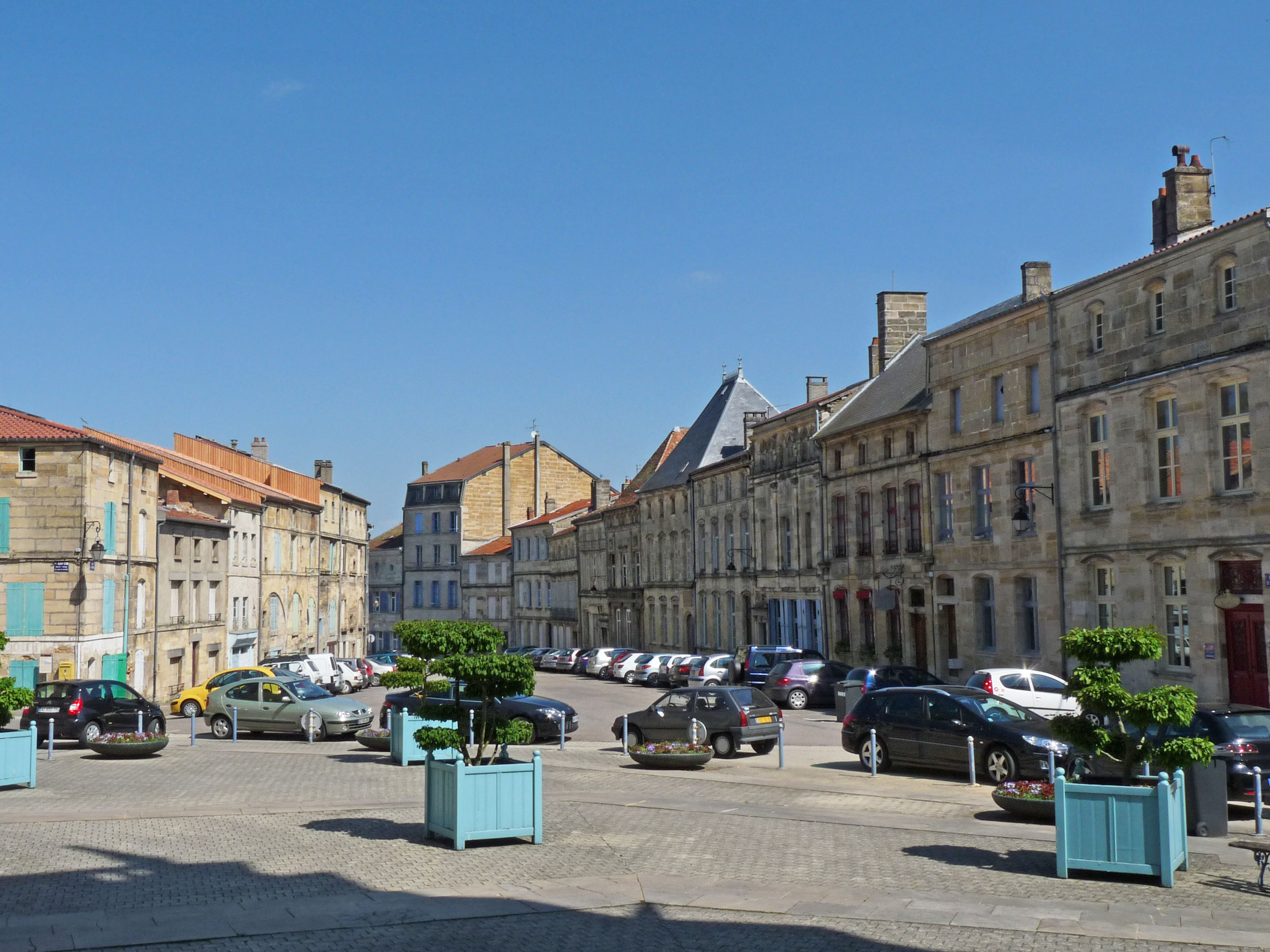
Place Saint-Pierre
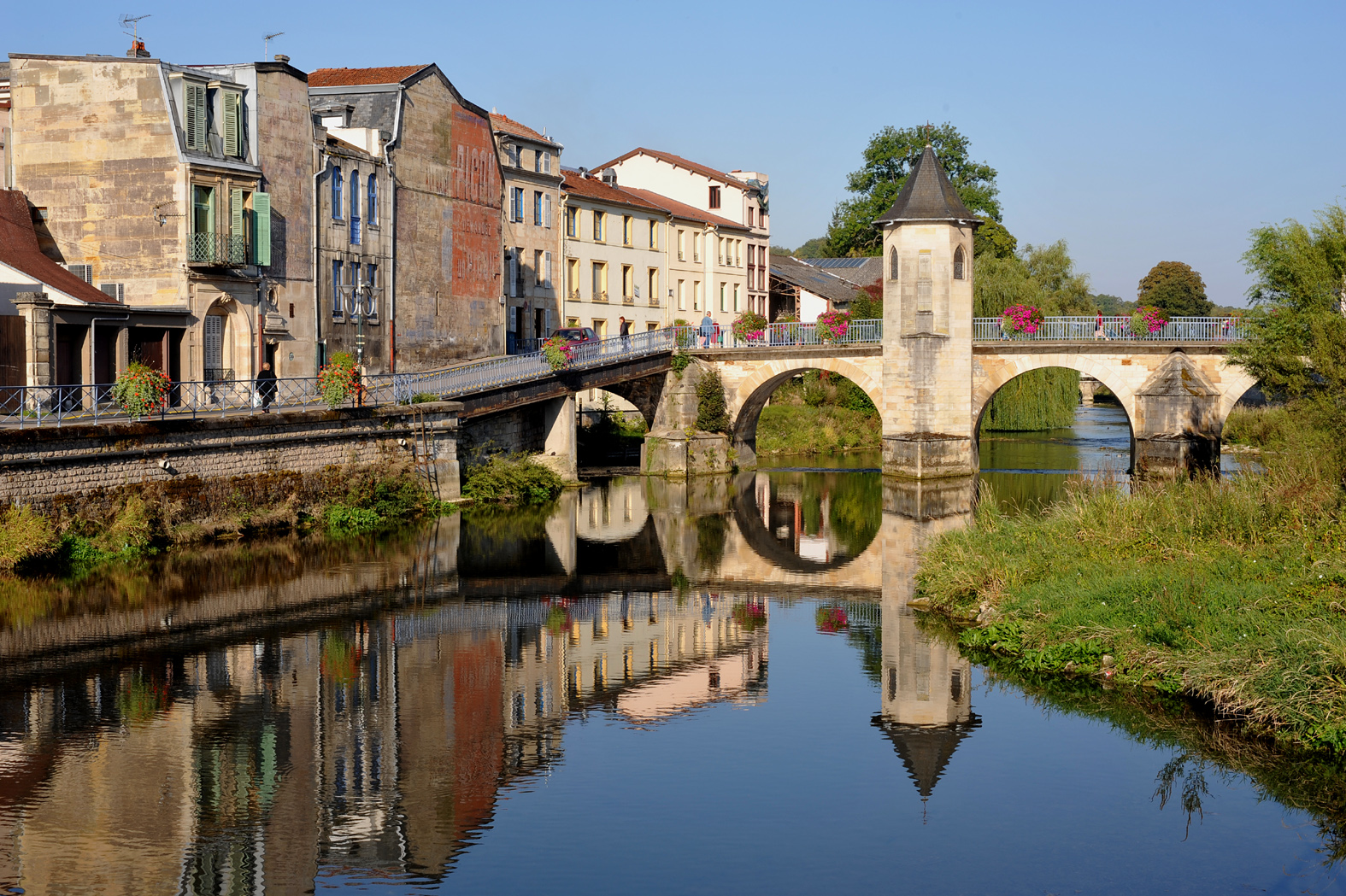
Pont Notre-Dame
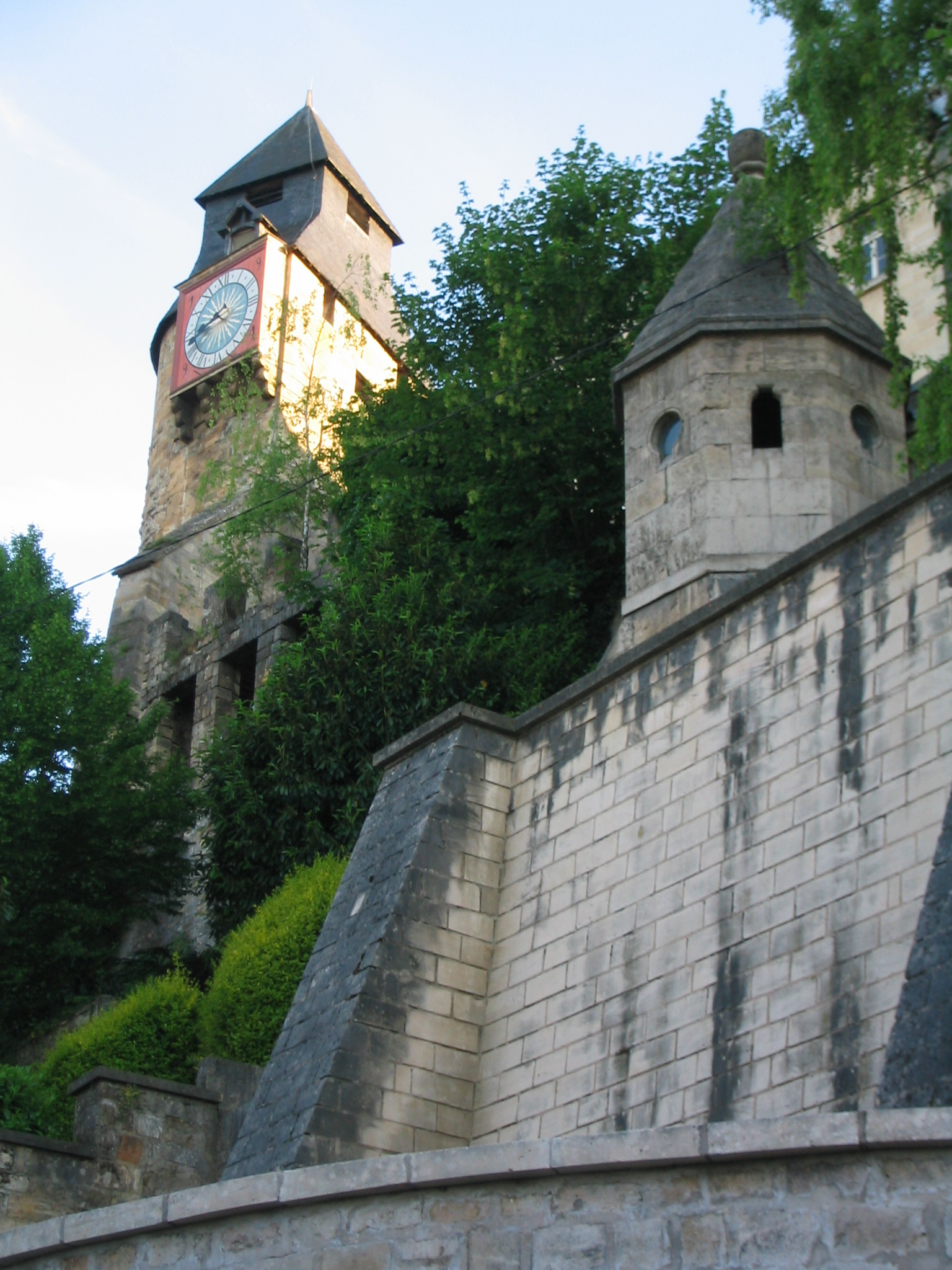
Tour de l'Horloge
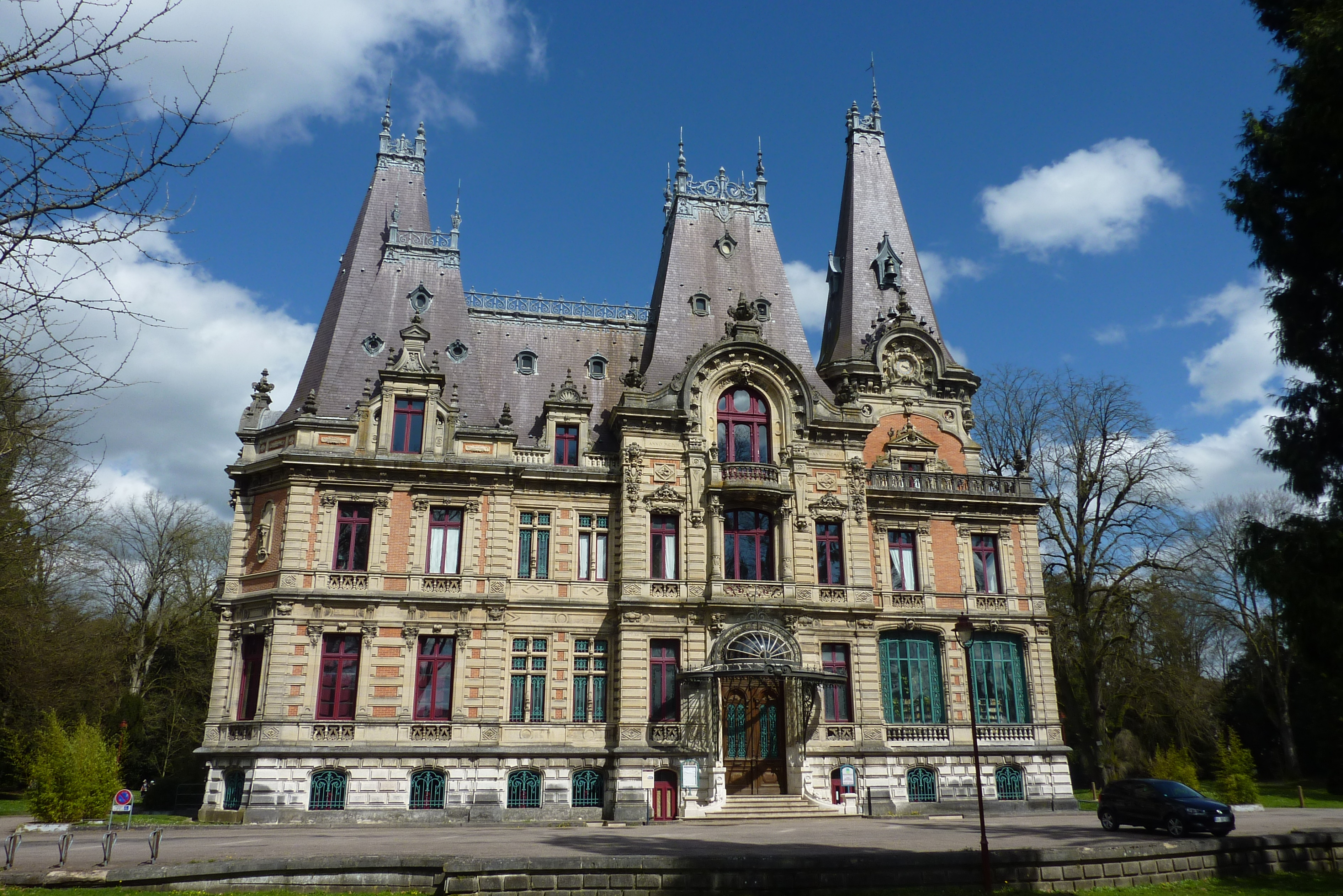
Château de Marbeaumont

## Demografie
Onderstaande figuur toont het verloop van het inwonertal.

## Verkeer en vervoer

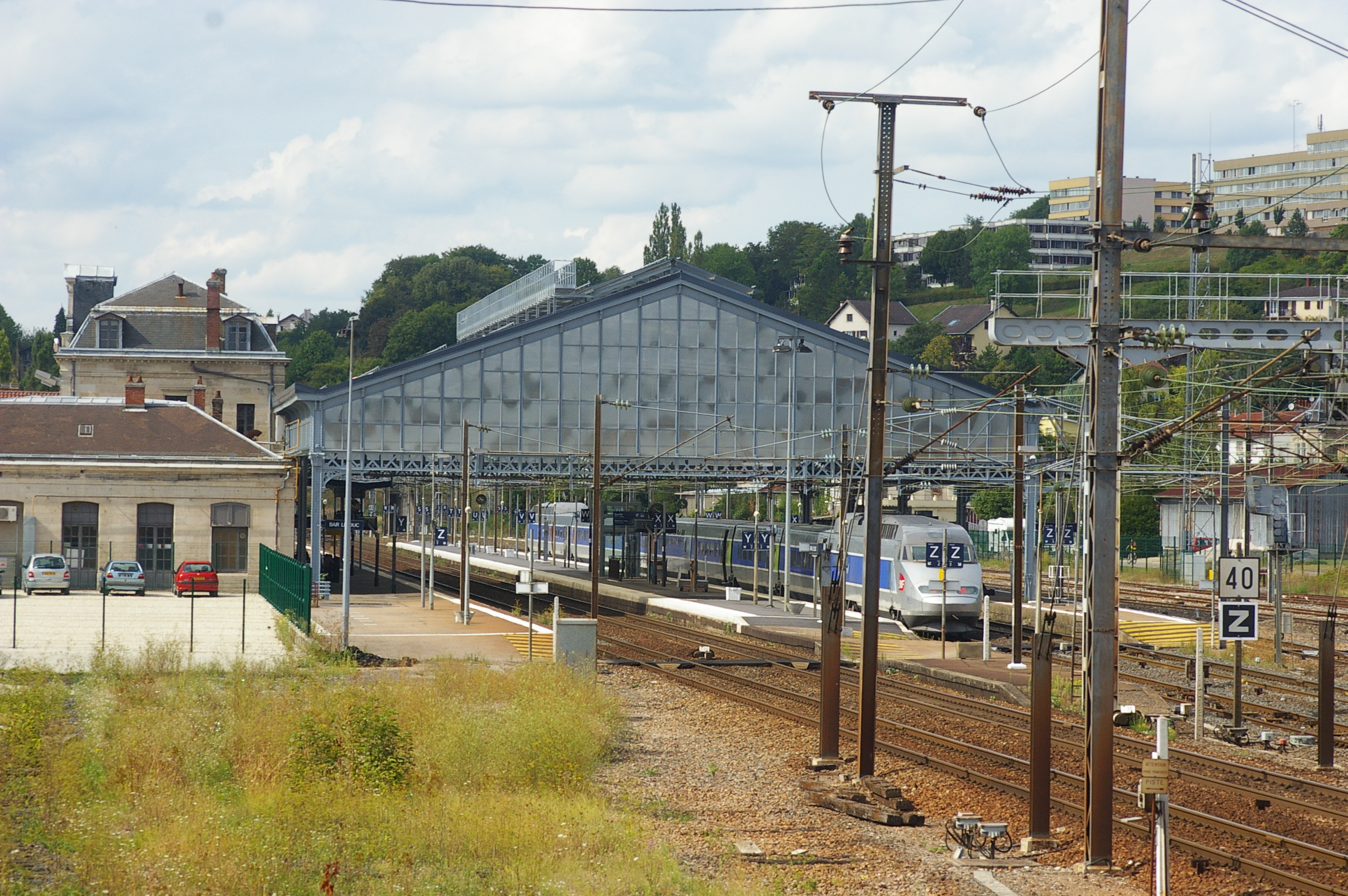
Station

- Station Bar-le-Duc

## Sport
Bar-le-Duc was één keer etappeplaats in de wielerkoers Ronde van Frankrijk. In 2001 won de Franse formatie Crédit Agricole er de ploegentijdrit.

## Geboren te Bar-le-Duc
- Maria van Guise (Marie de Guise) (1515-1560), vrouw van Jacobus V van Schotland en zuster van Frans van Guise
- Frans van Guise (Frans: François de Guise) (1519-1563) bijgenaamd le Balafré (met het litteken), hertog van Guise en veldheer onder de koningen Frans I en Hendrik II van Frankrijk
- Nicolas Charles Oudinot (1767-1847), hertog en maarschalk van Frankrijk
- Rémi Joseph Isidore Exelmans (1775-1852), generaal ten tijde van Napoleon en maarschalk
- Edmond Laguerre (1834-1886), wiskundige
- Raymond Poincaré (1860-1934), president en premier
- Benjamin Compaoré (1987), hink-stap-springer

## Partnersteden
Bar-le-Duc heeft partnerschappen gesloten met:
- Griesheim, Duitsland
- Gyönk, Hongarije
- Tambov, Rusland
- Wilkau-Haßlau, Duitsland